# FC Zvartnots Jerewan
Der FC Zvartnots Jerewan war ein armenischer Fußballverein aus Jerewan.

## Geschichte
Nach der Gründung im Jahr 1997 erzielte der Verein sein erstes bemerkenswertes Resultat in der zweithöchsten Liga (die in Armenien Erste Liga heißt) 1998, als sie die Liga gewannen und in die Bardsragujn chumb aufstiegen. Ab 2000 spielte der Verein mit dem Zusatz der armenischen Airline als Zvartnots-AAL. Für ein paar Jahre sollte Zvartnots zu einem der Hauptanwärter auf die Meisterschaft werden. In ihrer ersten Erstligasaison erreichten sie den vierten Platz, während sie 2001 hinter FC Pjunik Jerewan sogar Zweite wurden und sich damit für den UEFA-Pokal 2002/03 qualifizierten. Doch dort unterlag man dem slowenischen Verein NK Primorje mit 1:6 und 2:0.
In der Saison 2003 wären sie immer noch unter den Vereinen der Premier League gewesen, doch zogen sie sich vor Saisonstart zurück und haben den Spielbetrieb seitdem eingestellt.

## Erfolge
- Aufstieg in die Bardsragujn chumb: 1998

## Europapokalbilanz
| Saison  | Wettbewerb | Runde         | Gegner      | Gesamt | Hin     | Rück    |
| ------- | ---------- | ------------- | ----------- | ------ | ------- | ------- |
| 2002/03 | UEFA-Pokal | Qualifikation | NK Primorje | 3:6    | 1:6 (A) | 2:0 (H) |

Gesamtbilanz: 2 Spiele, 1 Sieg, 1 Niederlage, 3:6 Tore (Tordifferenz −3)